# Stade Raymond Kopa
Stade Raymond Kopa este un stadion de fotbal din Angers, Franța. Este stadionul pe care își joacă meciurile de pe teren propriu echipa Angers SCO din Ligue 1 și care are 18.752 de locuri. Este numit după Raymond Kopa, o legendă a fotbalului francez care și-a făcut debutul profesional alături de acest club.